# Aprendizes da Boca do Mato
GRES Aprendizes da Boca do Mato foi uma escola de samba da cidade do Rio de Janeiro.

## História
Representava a região denominada Boca do Mato, um bairro não-oficial localizado entre o Méier e o Engenho de Dentro.
A escola foi fundada no ano de 1954. Foi nela que Martinho José Ferreira, o Martinho da Vila, começou a dar seus primeiros passos no mundo do samba. Lá, ele venceu por sete vezes consecutivas a disputa de sambas-enredo  nos anos 60. O forte da agremiação era a sua bateria.
Seu último desfile, já sem Martinho, foi no ano de 1968, pelo Grupo B, com o enredo "Dirceu e Marília, amor em Vila Rica", onde conseguiu a 17ª colocação .

## Fonte de referência
- ARAÚJO, Hiram. Carnaval: seis milênios de história. Rio de Janeiro: Ed. Gryphus, 2003.